# Macrochiridothea robusta
Macrochiridothea robusta är en kräftdjursart som beskrevs av Bastida och Torti 1969. Macrochiridothea robusta ingår i släktet Macrochiridothea och familjen Chaetiliidae. Inga underarter finns listade i Catalogue of Life.